# D-56T坦克炮
D-56T是一款由N·沙施姆林（N. Shashmurin）和Zh·Y·哥頓（Zh.Y. Kotin）所研製、裝在PT-76兩棲坦克（亦是唯一已知搭載它的裝甲車輛）以上的76.2毫米單管42倍徑線膛式反坦克炮，發射76.2毫米炮彈。

## 概述
D-56T的最大有效射程約為1,500公尺，夜間降至650公尺，射速為6至8發／分鐘。該炮長度為42倍徑。發射的典型炮彈包括24×OF-350破片高爆彈、4×次口徑穿甲曳光彈、4×穿甲曳光彈和8×BK-350M高爆反坦克彈。該炮安裝在平板斜邊的橢圓碟式去尖頂圓錐體狀砲塔以內，而在這些以下是坦克底盤的第二、第三與第四對路輪。所有的PT-76都在砲塔後部裝有用於主砲的排煙器。有一部份還裝有多槽口式制退器。PT-76搭載的D-56T坦克炮通常配有雙擋板式制退器和朝向炮口的砲膛清除器。